# コンラート・フェルディナント・エドムント・フォン・フライホルト
コンラート・フェルディナント・エドムント・フォン・フライホルト（Konrad Ferdinand Edmund von Freyhold、1878年7月8日 -  1944年5月5日）はドイツの画家、イラストレーターである。1908年初版の絵本、「Osterbuch」（クリスティアン・モルゲンシュテルン:詩、ブルーノ・カッシーラー:編、邦訳書のタイトル例「うさぎのはる」(佐久間 彪:福武書店,1983年)）の絵を描いたことで知られる。

## 略歴
フライブルク・イム・ブライスガウで生まれた。父親は植物学者で教師のエドムント・フォン・フライホルト(Ferdinand Edmund Joseph Karl von Freyhold)であった。1896年からカールスルーエの美術学校(Großherzoglich Badischen Akademie der bildenden Künste)でロベルト・ペッツェルベルガーやレオポルト・フォン・カルクロイトに学んだ。同時期の学生のカール・ホーファーやエミール・ルドルフ・ヴァイス、ヴィルヘルム・ラーゲと友人であった。
イタリアのフィエーゾレやロンドンに旅し、1898年に結婚した。そのため美術学校を退学し、何度かパリに滞在した。パリでは、何点かのアンリ・ルソーの絵を購入している。1902年にイラストレータとして成功していた友人のエミール・ルドルフ・ヴァイスの紹介で、本の挿絵を描き始め、1904年にはリヒャルト・デーメルの編集した著作のイラストを描いた。1905年にケルンの児童書の出版社、シャフシュタイン出版(Schaffstein Verlag) から絵本を出版した。
前衛芸術と建築の重要なドイツのパトロン、カール・エルンスト・オストハウスと付き合い、フランスでの美術品購入の助言をし、スイスの富裕な商人、ラインハートの援助も受け、詩人のライナー・マリア・リルケとも親しくなった。
1908年にベルリンの出版業者、ブルーノ・カッシーラーから絵本の絵の依頼を受け、「Osterbuch」として出版され後に「Hasenbuch」と改題された。詩人のクリスティアン・モルゲンシュテルンが、詩文を添えた。この絵本は日本でも「うさぎのはる」などのタイトルで出版された。
1915年から1918年まで、第一次世界大戦で軍務につき、1930年には国民社会主義ドイツ労働者党（ナチ党）の党員になり、1931年に突撃隊に参加した。1933年にフライブルクの市議会議員なども務めた。

## 作品

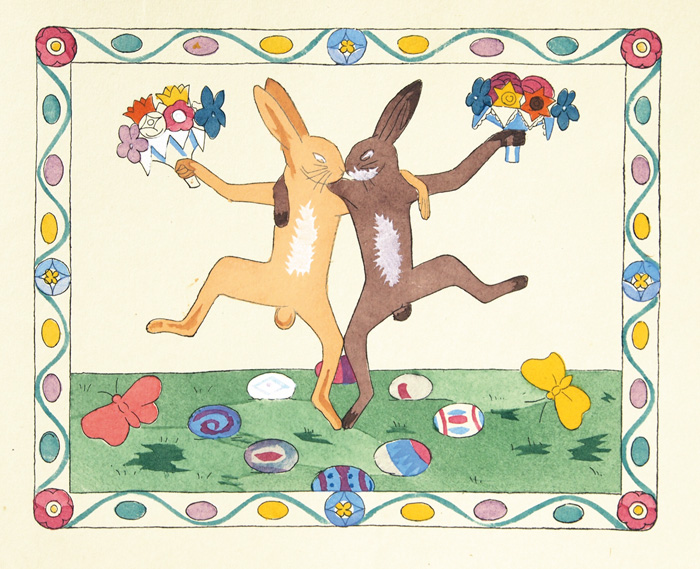
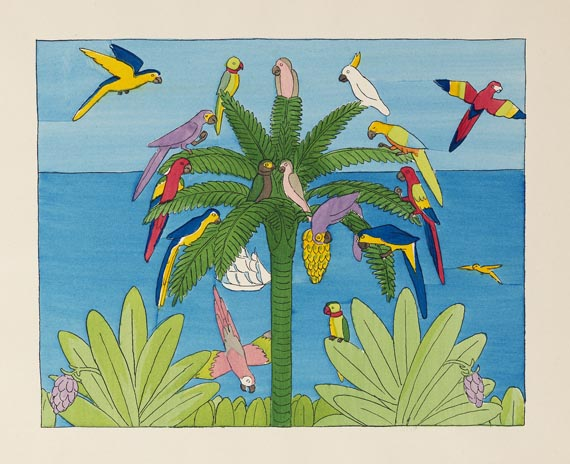
Bilderbuch 1910
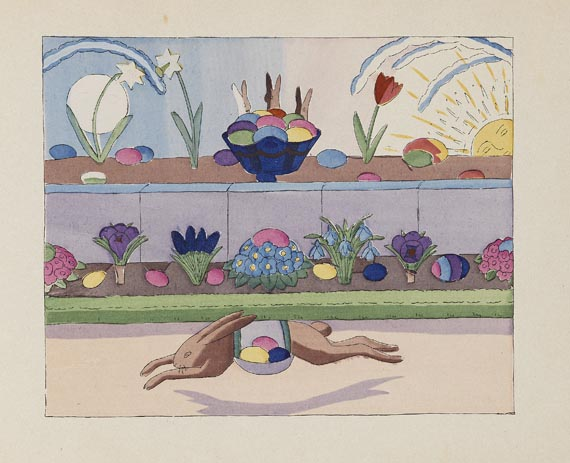
Osterbuch

## 著作
- Irrgarten der Liebe: von Otto Julius Bierbaum, Insel-Verlag: Leipzig, 1901. Titelvignette – Holzschnitt von Emil Rudolf Weiss nach Vorlage von Freyhold (Freyhold inv., Weiß sculp.) Auch in „Die Insel“, 3. Jahrgang, Heft 4, Seite 3.
- Der Buntscheck. Ein Sammelbuch herzhafter Kunst für Ohr und Auge deutscher Kinder. Richard Dehmel (Hsg). Schafstein& Cie. Cöln a. Rh 1904. Reprint Insel Verlag 1985.
- Bilderbücher: Band I Tiere. Hermann & Friedrich Schaffstein, 1905. Neuauflage 1929. Reprint Manufactum Verlag 2008
- Bilderbücher: Band II Sport und Spiel. Hermann & Friedrich Schaffstein, 1906. Neuauflage 1929. Reprint Manufactum Verlag 2008
- Malbücher: Band 1 Hermann&Friedrich Schaffstein, 1905
- Malbücher: Band II Hermann&Friedrich Schaffstein, 1907
- Osterbuch (Hasenbuch). Verse von Christian Morgenstern. Bruno Cassirer, Berlin 1908. Neuauflagen 1920 und 1926. Verkleinerte Ausgabe in Inselbücherei 707, 1960. Weitere Auflage als Insel Bilderbuch 1978, Reprint Manufactum Verlag 2007, Reprint Walde + Graf Verlagsagentur und Verlag GmbH, Berlin 2019, ISBN 978-3-946896-40-1.
- Die Reise nach Italien. Carl Bulcke. C. Reissner Verlag, Dresden 1907. Einband und Umschlag.
- Die Mädchenfeinde. Carl Spitteler. Eugen Diederichs. Jena 1907. Einband, Umschlag, Vorsatz und Innentitel
- Das Hausbuch. Franz Xaver Reiter aus Lauchheim. Eugen Diederichs, Jena 1907. Einband und Umschlag.